# Ruta 6 (Paraguay)
Die Ruta 6, nach Dr. Juan León Mallorquín benannt, ist eine Fernstraße in Paraguay. Als Nord-Süd-Verbindung führt sie auf einer Länge von 247 Kilometern durch den Südosten des Landes von Encarnación nach Minga Guazú.

## Straßenbeschreibung
Die Ruta 6 beginnt in der Stadt Encarnación in der Nähe der argentinischen Grenze. Die Straße verläuft mehr oder weniger parallel zur Grenze zu Argentinien, die durch den Río Paraná gebildet wird. Es sind nur sehr wenige Orte entlang der Strecke angesiedelt. Die Straße führt in Richtung Norden durch eine wellige Hügellandschaft mit landwirtschaftlichen Flächen und endet in der Nähe von Minga Guazú an einer Kreuzung mit der Ruta 7, westlich der Stadt Ciudad del Este.

## Geschichte
Die Straße ist traditionell eine regionale Verbindung, aber mit der Zunahme des internationalen Handels im Bereich der Mercosur in den 1990er Jahren, stieg die Bedeutung der Ruta 6 an, da die parallele Route durch Argentinien in der Provinz Misiones nicht asphaltiert ist. Der Nord-Süd-Verkehr von Brasilien nach Argentinien führt über die besser ausgebaute Strecke durch Paraguay, da die gesamte Strecke asphaltiert ist.